# Quentin Voeltzel
Quentin Voeltzel est un cavalier français, né en 1984.

## Biographie
Quentin Voeltzel grandit dans le centre équestre de ses parents : le domaine équestre de la Bonde situé en Normandie.
Il commence l’équitation à 2 ans sur Utopie de Vikento et pratique de nombreuses disciplines équestres. Parmi elles : la voltige en équipe sur un petit cheval nommé Joker, et l’obstacle sur son shetland Saxo, puis sur Cachou. Il sera ensuite porté au plus haut niveau du saut d’obstacles poney et jeune cavalier sur Caid Al Fawzan, Djebel Des Mauvis et Viva D’argile. 
Il commence le Mounted-Games en 1993 avec Jacques Cavé qui lui apporte tout son savoir. Grâce à son agilité, sa dextérité et la performance de ses montures toutes dressées au Domaine Equestre de la Bonde, il atteindra très vite les sommets. 
Sa première compétition internationale se déroule en 1997 en Belgique. S’enchainent ensuite les grandes échéances : championnats du monde, championnats d’Europe, championnats de France, compétitions internationales en club,… En 2005, il noue une relation toute particulière avec son poney Colbeach Royal Spy qui l’emmène depuis sur tous les podiums nationaux et internationaux de Mounted-Games.
Recruté par les meilleures équipes anglaises reines de la discipline, Quentin Voeltzel met un point d’honneur à participer aux grandes rencontres organisées en France en ayant toujours à cœur de faire connaître et reconnaître le Mounted-games.
La saison 2014 marquera sa capacité à transmettre et animer, en étant entraîneur national adjoint chargée des moins de 12 ans et des moins de 17 ans lors des championnats d'Europe de la discipline. Deux médailles de bronze. Puis lors des championnats du monde, l'équipe de moins de 17 ans fut consacrée championne du monde 2014 devant son public. Cavalier de dernière minute car remplaçant, l'Équipe de France[Laquelle ?] Open fera Troisième [IMGA].[pas clair]

## Palmarès
2016 
- Champion du monde en équipe, Équipe de France

2014
- 3e aux championnats du Monde en équipe, Équipe de France
- Champion du monde en équipe, Entraîneur Équipe de France
- 3e aux championnats d'Europe en équipe, -12 ans et -17 ans, Entraîneur

2012 
- Champion du monde en équipe, Équipe de France
- Champion d’Europe en équipe, Équipe de France
- Vice-champion de France en paire

2011 
- 3e aux championnats du Monde en équipe, Équipe de France
- Vice-champion d'Europe en équipe, Équipe de France

2010
- Champion d’Europe en équipe, Équipe de France
- Vice-champion du monde en équipe, Équipe de France
- Vice-champion du monde en paire
- Vice-champion de France en équipe, Équipe des Best Bond

2009
- Vice-champion du monde en paire

2008
- Champion de France en paire
- Vice-champion du monde en individuel

2007
- Vice-champion de France en équipe, Équipe des Best Bond